# John Inglis (funzionario)
John Forbes David Inglis (Londra, 5 agosto 1820 – Edimburgo, 13 marzo 1894) è stato un funzionario britannico nella Compagnia britannica delle Indie orientali.

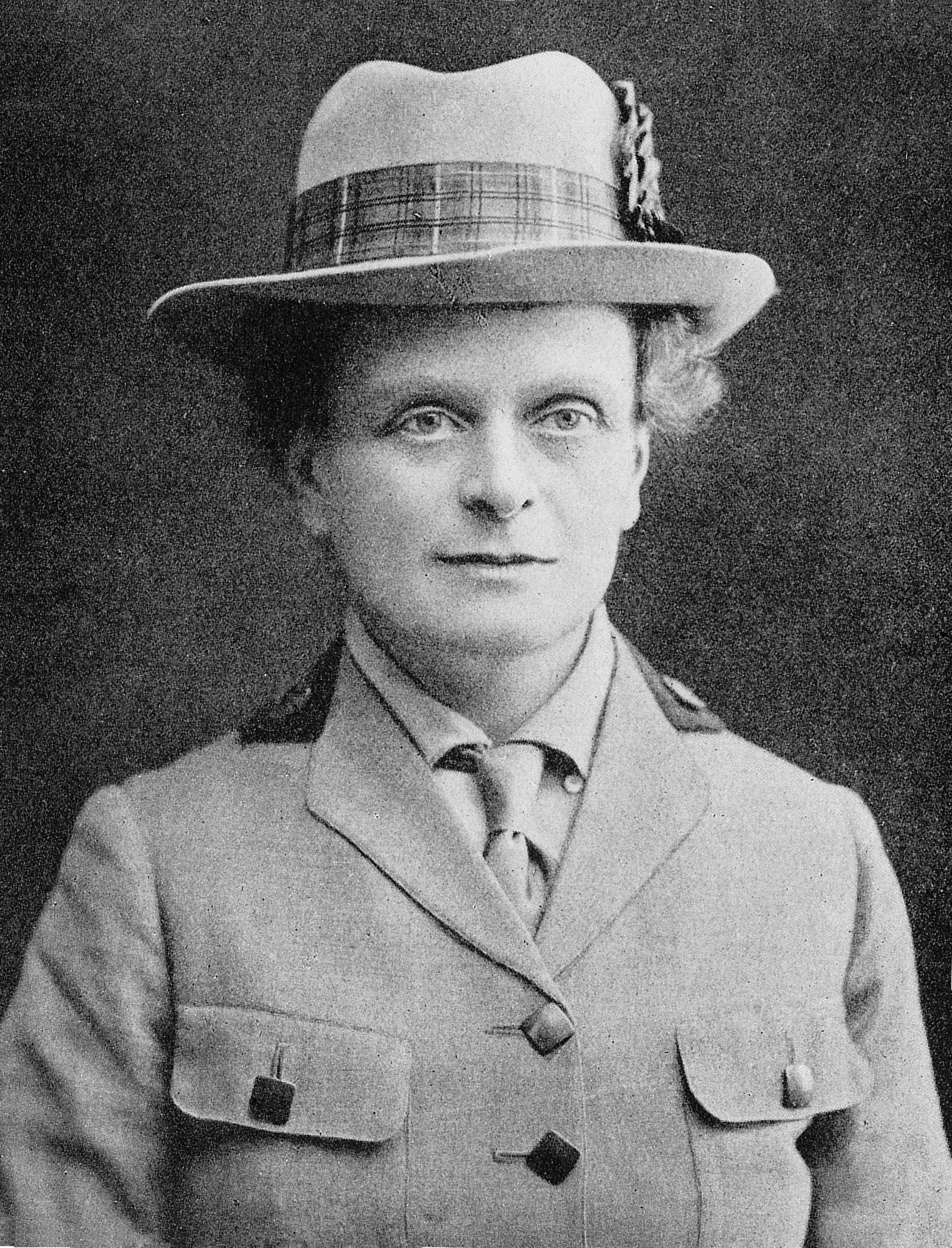
Elsie Inglis (1864-1917), figlia di John Inglis e fondatrice degli Scottish Women's Hospitals

Divenne Capo Commissario di Oudh nell'India del Nord. Il suo disaccordo con la politica afghana di Lord Lytton lo portò a essere ignorato per una promozione prevista a Governatore della Provincia del Nord Ovest. Prese la pensione anticipata e, al suo ritorno a Edimburgo, fondò, insieme a sua figlia Elsie Inglis, la Scottish Association for the Medical Education of Women (Associazione Scozzese per l'Educazione Medica delle Donne). Quell'associazione istituì l'Edinburgh Medical College for Women (Scuola Medica di Edimburgo per Donne), in un momento in cui le donne non erano accettate nelle Scuole mediche della Università britannica.

## Primi anni di vita
Nacque il 5 agosto 1820, secondo figlio più giovane di David Inglis e sua moglie Martha (nata Money). David Inglis aveva trascorso gran parte della sua vita in India come scrittore o avvocato, per la Compagnia britannica delle Indie orientali. Suo padre Alexander Inglis, originario di Kingsmills, Inverness-shire, emigrò a Charleston, nella Carolina del Sud, lasciando suo figlio David seguito in Scozia da uno zio.
John Inglis fu educato dal Rev. Dr. Joseph Niblock, un noto studioso ed educatore greco. Vinse quindi un posto all'East India College di Haileybury, trasferendosi per studiare lì nel 1839.
Un incidente a scuola dà una visione interessante dell'adolescenza di un giovane, descritto nella vita successiva come "dedicato, pio, devoto e "onesto". Il 29 maggio 1839 il preside dell'East India College di Haileybury, Charles Le Bas, scrisse al padre di Inglis:
"È con dolore sincero devo annunciarti che siamo stati sotto l'angosciante necessità di sospendere tuo figlio dall'università per il resto del presente periodo. Senza dubbio ricorderete che, in una precedente occasione (novembre 1838), ebbi il doloroso dovere di infliggergli... un solenne rimprovero e ammonimento, per essersi unito a un gruppo arrivato in ritardo e molto turbolento, che aveva causato molti danni e diversi studenti erano stati molto infastiditi e molestati. La sua infrazione recente è che... ha cenato in una locanda a Hoddesdon ed è tornato al College in uno stato di sobrietà molto discutibile...".
Dall'Hileybury College andò a Calcutta, dove trascorse due anni a imparare le lingue locali prima di essere inviato come assistente magistrato ad Agra.

## Carriera in India
Nel 1847 fu trasferito a Sealcote (ora Sialcot) nel Punjab. Nel 1856 si sposò e con la giovane famiglia tornò in Gran Bretagna per un congedo prolungato. Tornò da solo in India nel 1858 e, lavorando sotto Sir John Lawrence, capo commissario del Punjab, fu coinvolto in alcuni dei conflitti nella ribellione indiana, a Najibabad, Bareilly e Rohilkhand. Fu nominato commissario di Rohilkhand e divenne membro del Consiglio legislativo dell'India, trasferendosi a Calcutta (ora Kolkata) nel 1873. Nel 1875 fu nominato commissario capo dello Stato di Oudh.
Man mano che Inglis scalava i ranghi del servizio civile indiano, poteva contare tra i suoi amici personali Sir William Muir, segretario agli esteri del governo indiano e tenente governatore delle province nord-occidentali. In seguito Muir si sarebbe dimostrato un amico influente nel suo ruolo di preside dell'Università di Edimburgo. Rimase vicino al suo ex mentore Sir John Lawrence e concordava con il suo ideale secondo cui l'India doveva diventare una terra "densamente coltivata da un popolo grasso e soddisfatto.", ognuno col suo cavallo, seduto sotto il proprio fico a godersi i suoi semplici comfort familiari." Lawrence era diventato Viceré dell'India nel 1863. Con tali amici nelle alte sfere e un record senza macchia in India si prevedeva che Inglis sarebbe stato promosso governatore delle province nordoccidentali. Tuttavia, con il cambio del viceré, si verificò un cambiamento nella politica. La nomina di Lord Lytton nel 1875 provocò una politica imperiale più dura. Lytton ordinò l'invasione dell'Afghanistan, che scatenò la seconda guerra anglo-afgana. Questa si rivelò una brutale guerriglia interna con molte perdite di vite umane, e Inglis, considerato un liberale dai suoi superiori, si trovò in disaccordo con la politica e in disaccordo con i ranghi più alti del Company Raj. Fu bypassato per questa promozione anticipata e decise di andare in pensione, all'età di 56 anni, e di tornare con la sua famiglia a Edimburgo, dove ora si era stabilita sua figlia sposata Amy. Salparono prima per la Tasmania per trascorrere del tempo con i figli George, Hugh e Cecil che si erano stabiliti lì, e nel 1878 intrapresero il viaggio verso Edimburgo.

## Vita privata
Il 7 febbraio 1846 sposò Harriet Lowes Thompson, una delle nove figlie di George Thompson, un amministratore della Compagnia britannica delle Indie orientali. Aveva diciotto anni al momento del loro matrimonio. Ebbero sei figli nella loro "prima famiglia" George David (n. 1847), Amy (n. 1848), Cecil (n. 1849), Hugh (n. 1851), Herbert (n. 1853) ed Ernest (n. 1856). Nel 1856 John Inglis si organizzò per portare la famiglia in Gran Bretagna per un periodo di congedo di tre anni. Questo si rivelò un lungo viaggio che impiegò 4 mesi per raggiungere Bombay e altri 4 mesi in nave a vela doppiando il Capo di Buona Speranza per raggiungere l'Inghilterra. Fu richiamato presto in India nel 1858 a causa della ribellione indiana e tornò lasciando la sua famiglia a Southampton. George, Hugh e Herbert furono mandati a scuola a Eton, Cecil a Uppingham ed Ernest a Rugby, mentre Amy era seguita dai parenti. Una volta che si furono sistemati e gli eventi in India furono tornati alla "normalità", Harriet Inglis tornò in India nel 1863 ed ebbero la "seconda famiglia" di altri tre figli, Eliza Maude (conosciuta come Elsie) (nata nel 1864), Eva Helen (n. 1866) e Horace (nato nel 1868). Elsie Inglis, che sarebbe diventata la più famosa dei suoi figli, nacque nella città collinare himalayana di Naini Tal, nello stato di Uttarakhand. Quando la famiglia Inglis si trasferì in Tasmania, le ragazze Inglis furono istruite da Miss Knott, una discepola di Dorothea Beale, pioniera dell'istruzione femminile.

## Edimburgo e l'educazione medica per le donne
A Edimburgo John Inglis decisse per Elsie che avrebbe frequentato la nuova Edinburgh School of Medicine for Women (Scuola di Medicina di Edimburgo per le Donne), che Sophia Jex-Blake aveva fondato nel 1886. Quando Elsie Inglis emerse come leader di un gruppo di studenti che si ribellarono contro quella che percepivano come la disciplina eccessiva di Jex-Blake, John Inglis con sua figlia formarono la Scottish Association for the Medical Education of Women (Associazione Scozzese per l'Educazione Medica delle Donne). Tra i sostenitori figurava il suo ex collega Sir William Muir, ora tornato dall'India come preside dell'Università di Edimburgo. L'associazione fondò l'Edinburgh Medical College for Women, aperto nel 1889. L'influenza dell'associazione era tale che nel giro di due anni furono in grado di dotare due reparti per l'insegnamento delle donne studentesse di medicina presso la Royal Infirmary of Edimburgh, che in precedenza si era rifiutata di consentire l'insegnamento alle studentesse.
Elsie Inglis continuò, diventando chirurgo, una figura di spicco nel movimento del suffragio e fondò gli Scottish Women's Hospitals (Ospedali delle Donne Scozzesi) che prestarono servizio in prima linea durante la prima guerra mondiale.
Inglis continuò a scrivere lettere quasi quotidiane, piene di incoraggiamento e sostegno, a sua figlia Elsie, fino alla sua morte nel 1894.
Oltre 20 anni dopo, parlando ad un grande incontro al Criterion Theatre di Londra nell'aprile 1916, riconobbe l'importanza del suo ruolo nella sua vita:
John Inglis è sepolto nel Cimitero di Dean, Edimburgo.